# Vlag van Somogy

Vlag van Somogy
(ratio 2:3)

De vlag van Somogy werd op 21 mei 1992 aangenomen als de vlag van de Hongaarse comitaat Somogy. De vlag bestaat uit een groene en gele baan, met in het midden het volledige wapen. Daaronder staat in een boog in zwarte letters somogy-megye.
Somogy is een van de eerste comitaten dat een wapen kreeg. Op verzoek van Jozsa Somi, hoofd van Temes en baljuw van de regio, en Peter Budkovce, hoofd van het comitaat Somogy, verleende koning Wladislaus II in 1498 Somogy een zegel en wapen. De reden van de aanvraag was de toenemende dreiging van de Turken; Somogy wilde een lokale verdedigingsmacht opzetten. Het wapen symboliseert de loyaliteit aan de koning (kroon). De geharnaste arm verwijst naar de vele overwinningen op de vijand. De takken met druiven staan voor de vruchtbaarheid van het land, in het bijzonder de rijke wijnoogsten. De gouden bladen verwijzen naar de rijkdom verkregen door export van wijn. Ook de dekkleden drukken deze vruchtbaarheid uit. De Moravische adelaar als helmteken wordt wel genoemd in de wapenbrief, maar de herkomst ervan wordt niet vermeld. Eén veronderstelling is, dat het ter ere was van Wladislaus, die behalve koning van Hongarije en koning van Bohemen ook markgraaf van Moravië was. Een andere is, dat de aanvrager, heer van Temes, als vertegenwoordiger in de Moravische delegatie bij de kroning van de koning in Praag was.